# Gedankenentzug
Gedankenentzug ist eine bei psychischen Erkrankungen, beispielsweise Schizophrenie, auftretende Ich-Störung. Betroffene erleben ein subjektiv fremdbeeinflusst empfundenes Fehlen von Gedanken, auch ein abruptes „Abreißen“ ihres Gedankenganges. Gedankenentzug gilt als Positivsymptom der Schizophrenie.

## Definition
Betroffene erleben ein abruptes "Wegnehmen" der Gedanken oder das vollständige Fehlen dieser. Allein die bloße Unfähigkeit, einen Gedanken weiter fortzuführen, gilt nicht als Gedankenentzug im Sinne eines psychotischen Erlebens. Dies kann auch durch Konzentrationsschwäche und Zerstreutheit hervorgerufen werden. Die Diagnose des Symptoms Gedankenentzug gilt nur dann als gesichert, wenn Betroffene berichten, dass andere (z. B. Menschen, der Teufel, Außerirdische, Geheimdienste etc.) die Gedanken abziehen.